# Traganum nudatum
Traganum nudatum är en amarantväxtart som beskrevs av Alire Raffeneau Delile. Traganum nudatum ingår i släktet Traganum och familjen amarantväxter. Inga underarter finns listade i Catalogue of Life.